# Bolitoglossa sima
Bolitoglossa sima är en groddjursart som först beskrevs av Vaillant 1911.  Bolitoglossa sima ingår i släktet Bolitoglossa och familjen lunglösa salamandrar. IUCN kategoriserar arten globalt som sårbar. Inga underarter finns listade.